# Lenguas de Europa

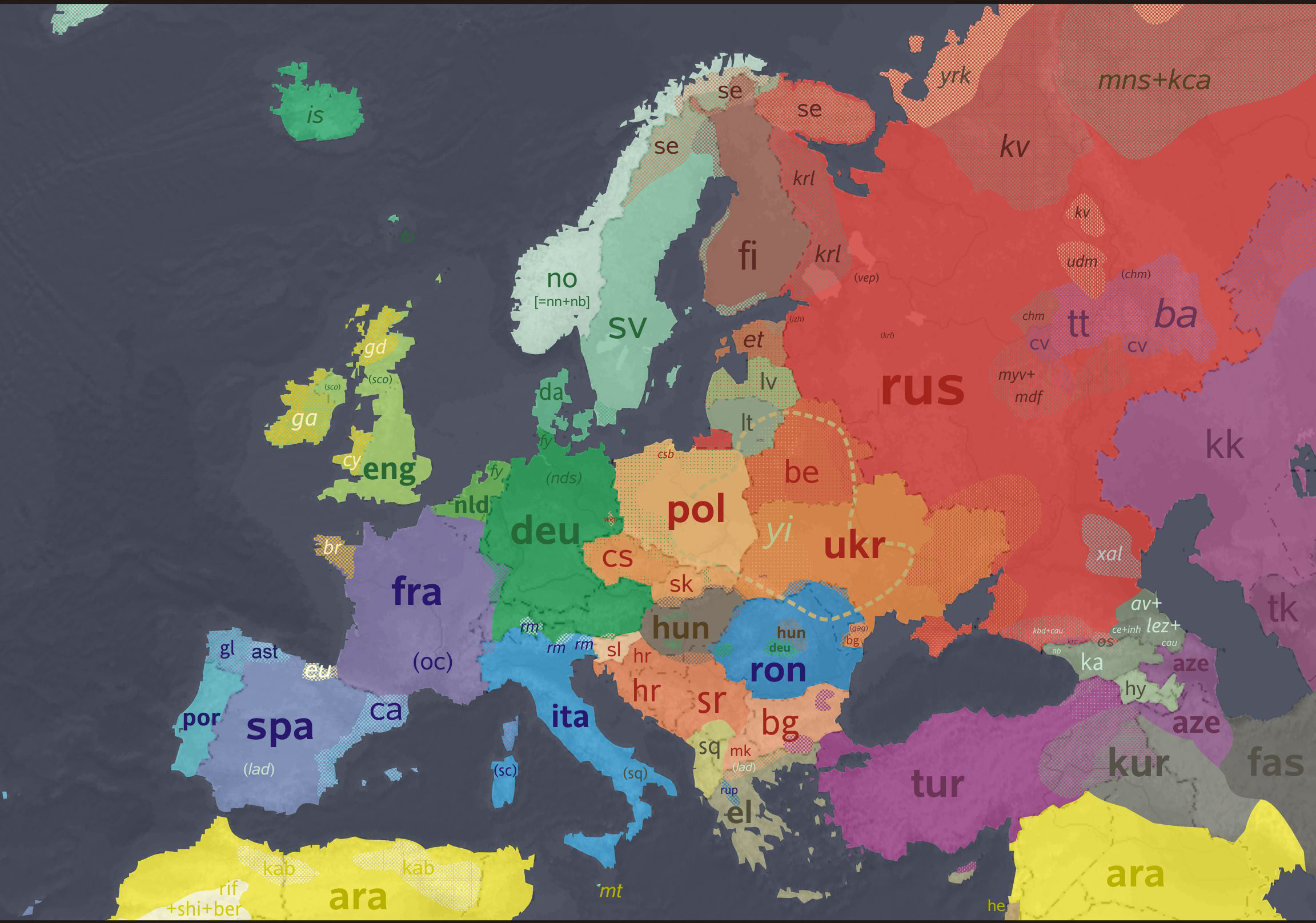
Algunas de las lenguas de Europa.
Indoeuropeos:
Gamas de verde: Lenguas germánicas y bálticas.
Gamas de azul y violeta: Lenguas itálicas o romances.
Gamas de rojo y naranja: Lenguas eslavas.
Gamas de amarillo: Lenguas celtas.
Grupo aislado:
Gamas de marrón: Lenguas urálicas.
Otras lenguas:
Euskera, albanés y griego.

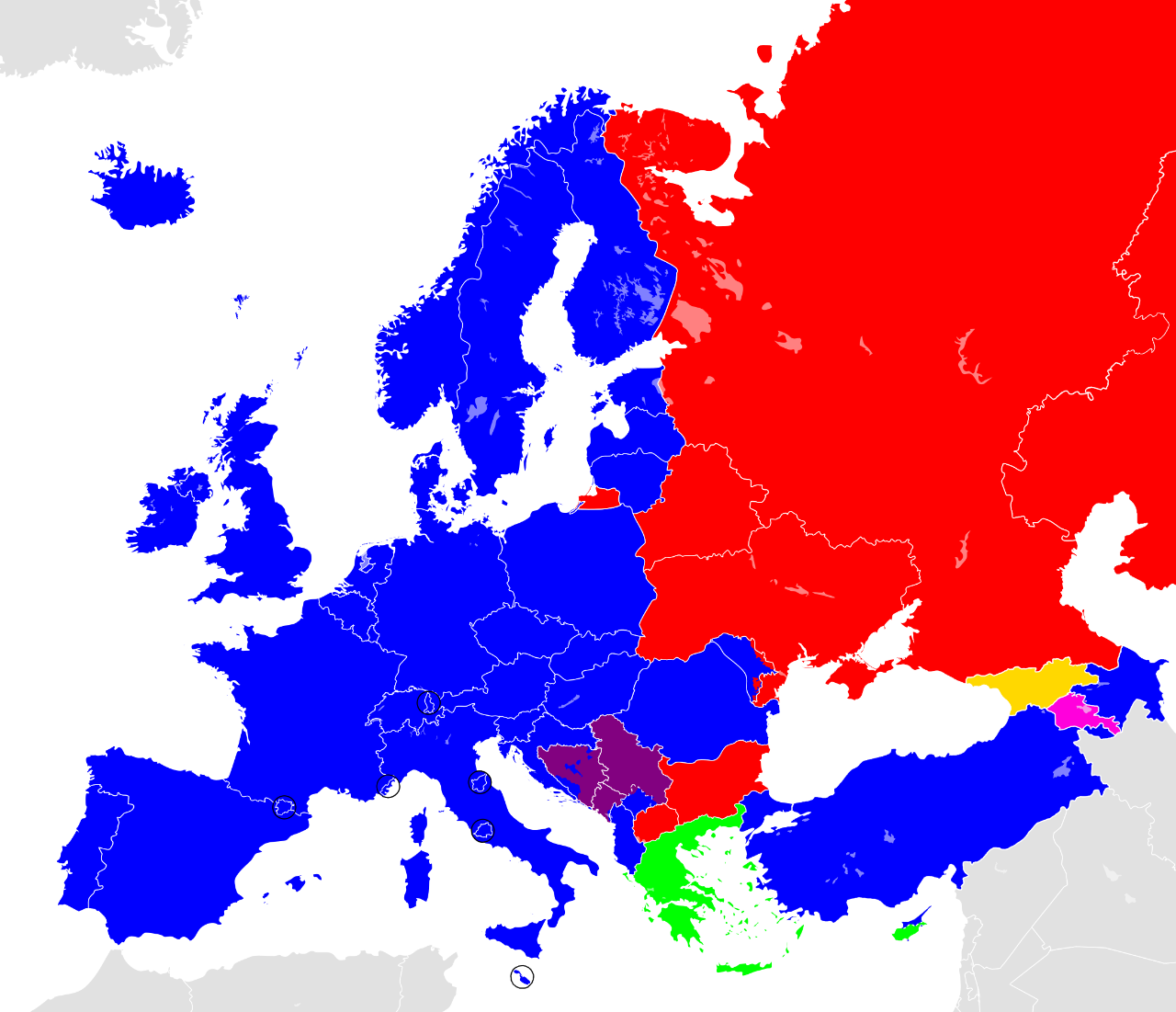
Las escrituras utilizadas en Europa:
alfabeto latino
alfabeto cirílico
alfabeto griego
alfabeto latino y cirílico
alfabeto griego y latino
alfabeto georgiano
alfabeto armenio

Las lenguas de Europa son los idiomas hablados diariamente por las distintas comunidades establecidas de modo permanente en el continente cultural y geográfico europeo.
El estudio de estas, su desarrollo histórico, sus condicionantes sociolingüísticos y otros aspectos constituyen en sí mismo un campo de conocimiento denominado eurolingüística.
La gran mayoría de los idiomas europeos se encuentran emparentados filogenéticamente entre sí, formando parte de la familia de lenguas indoeuropeas.

## Introducción
La gran mayoría de idiomas de Europa cuentan con algún estándar escrito o literario reconocido por la mayoría de sus hablantes. Esto contrasta ampliamente con la situación entre las lenguas autóctonas de África, América, Oceanía y un número importante de lenguas de Asia, que no tienen una ortografía estandarizada ni son usualmente usadas en el registro escrito.
Igualmente es común el conocimiento de un idioma estándar por parte de toda la población de un país, que es usado como modo de comunicación no solo entre los monolingües en esa lengua sino también cuando personas cuyas lenguas regionales son diferentes se comunican entre sí. El bilingüismo es mucho menos frecuente en Europa que regiones del mundo más diversas, como ciertas áreas de África.
El Consejo de Europa, organización internacional que agrupa a todos los estados europeos excepto Bielorrusia, Kazajistán y Ciudad del Vaticano, promueve la promoción de todas los idiomas europeos con especial protección de las lenguas minoritarias o regionales, a través del tratado internacional denominado Carta Europea de las Lenguas Minoritarias o Regionales. En este, los estados que lo han ratificado, definen estos idiomas que se comprometen a proteger y en qué grado.

## Conocimiento de idiomas en Europa
En la gran mayoría de los países tienen por ley la enseñanza de por lo menos el inglés, mientras que hay otros que admiten en la enseñanza obligatoria dos o incluso tres idiomas. Debido a ello, en Europa hay una gran diferencia en cuanto al número de nativos y el número total de personas que se pueden comunicar en cierto idioma. 
La siguiente tabla es una lista de los diez idiomas más hablados en el continente. 
| Idioma     | Hablantes en total en Europa | Países europeos en que es oficial                                                                 |
| ---------- | ---------------------------- | ------------------------------------------------------------------------------------------------- |
| Inglés     | 260 000 000                  | Reino Unido, Irlanda (cooficial idioma gaélico irlandés moderno), Malta (cooficial idioma maltés) |
| Ruso       | 160 000 000                  | Rusia, Bielorrusia                                                                                |
| Francés    | 135 000 000                  | Francia, Bélgica, Suiza, Luxemburgo, Mónaco, Andorra                                              |
| Alemán     | 125 000 000                  | Alemania, Austria, Suiza, Luxemburgo, Liechtenstein                                               |
| Italiano   | 82 000 000                   | Italia, Suiza, San Marino, Vaticano,                                                              |
| Español    | 76 000 000                   | España                                                                                            |
| Polaco     | 39 000 000                   | Polonia                                                                                           |
| Ucraniano  | 33 000 000                   | Ucrania                                                                                           |
| Rumano     | 28 000 000                   | Rumania, Moldavia                                                                                 |
| Neerlandés | 23 000 000                   | Países Bajos, Bélgica                                                                             |

- Mapas de los idiomas más hablados en la Unión Europea:

En la Unión Europea, los tres idiomas más hablados son el inglés, el francés y el alemán, los cuales son los tres "idiomas de trabajo", a partir de los cuales se traducen los textos oficiales a todas los demás idiomas oficiales de la organización.

Conocimiento del inglés
Conocimiento del francés
Conocimiento del alemán
Conocimiento del italiano
Conocimiento del español
Conocimiento del ruso
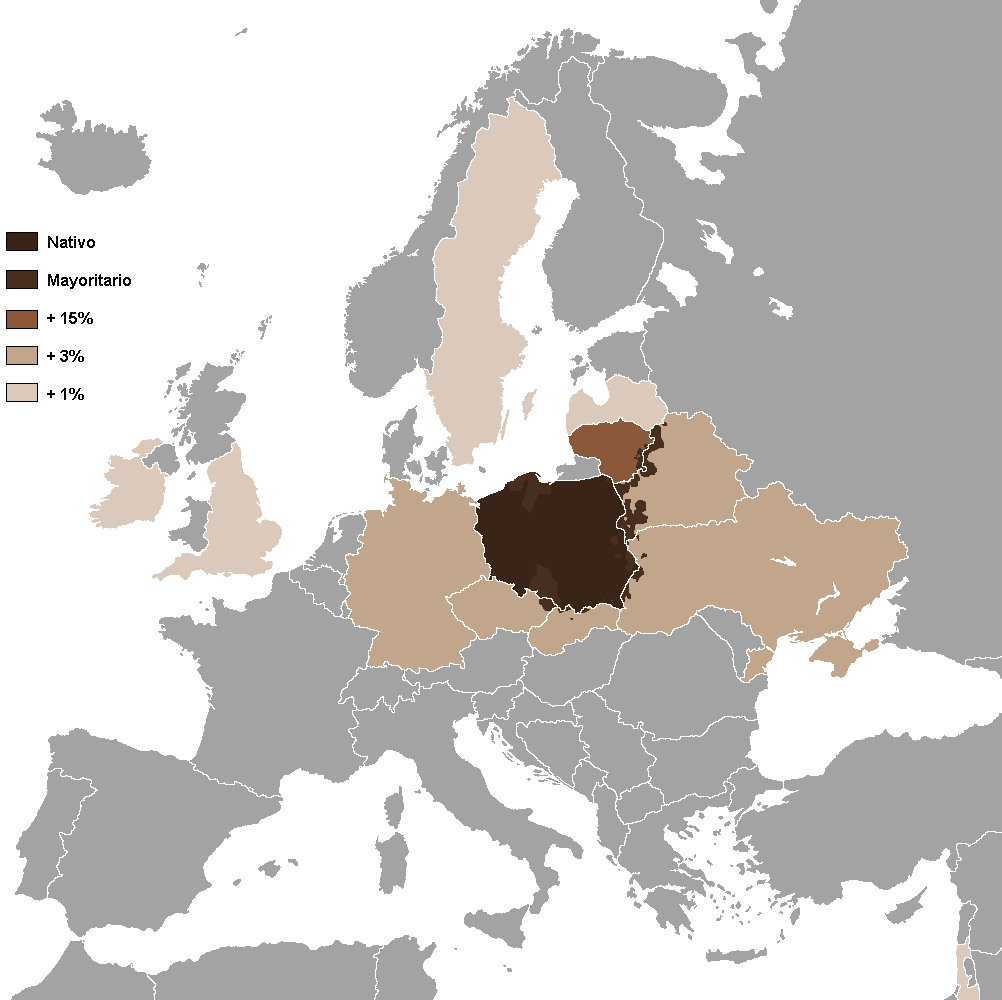
Conocimiento del polaco
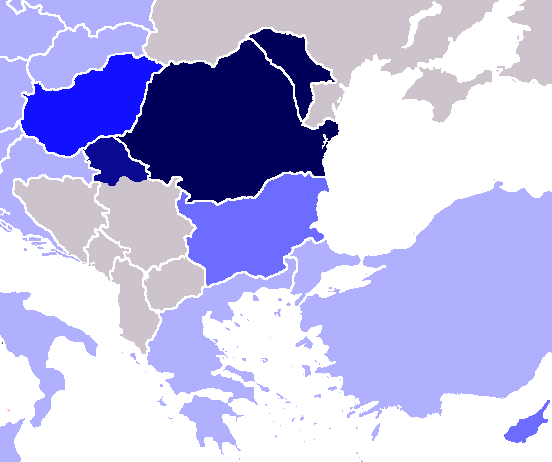
Conocimiento del rumano

### Cronología de primeros libros impresos
Los primeros escritos en muchas lenguas europeas aparecieron entre la segunda mitad del siglo XV y la primera mitad del siglo XVI:
1452-1453 primer fragmento de libro impreso en alemán
1453-1454 primer fragmento de libro impreso en latín
1454-1455 primer libro impreso en latín conservado completo
1461 primer libro impreso en alemán conservado completo
1468 primer libro impreso en checo
1470 primer libro impreso en italiano
1471 primer libro impreso en griego
1472 primer libro impreso en español
1473 primer libro impreso en inglés
1474 primer libro impreso en catalán
c. 1476 primer libro impreso en francés
1477 primer libro impreso en neerlandés
1478 primera Biblia impresa en valenciano
1483 primer libro impreso en croata
1483 primer libro impreso en eslavo eclesiástico
1489 primer libro impreso en portugués
1492 Nebrija, Gramática castellana (primera gramática impresa de una lengua vernácula)
1495 primer libro impreso en danés
1495 primer libro impreso en sueco
1499 primer libro impreso en bretón
1501 primer libro impreso en provenzal
1522 primer libro impreso en polaco
1522–34 Biblia de Lutero
1525 primer libro impreso en letón
1526 primer libro impreso en griego moderno
1527 primer libro impreso en húngaro
1533 Optát, Grammatika česka
1534 Ickelsamer, Teutsche Grammatica
1534 primer libro impreso en mallorquín
1535 primer libro impreso en estonio
1535 primer libro impreso en yiddish
1536 Oliveira, Grammatica de linguagem portuguesa
1539 Sylvester, Grammatica Hungarolatina
1540 primer libro impreso en islandés
1541 Biblia en sueco
1544 primer libro impreso en rumano
1545 primer libro impreso en euskera
1546 primer libro impreso en galés
1547 primer libro impreso en lituano
1550 Biblia en danés
1551 primer libro impreso en esloveno
1555 primer libro impreso en albanés
1557 primer libro impreso en romanche
1557 R. Estienne, Grammaire français
1563 Biblia protestante en polaco
1565 primer libro impreso en gascón
1566 primer libro impreso en búlgaro
1567 primer libro impreso en gaélico escocés
1567 primer libro impreso en irlandés
1595 Binimèlis, Gramàtica mallorquina
1639 primer libro impreso en asturiano
1642 Biblia en finés
1649 primer libro impreso en lapón
1649 Lingua finnica institutio
1651 Jonas, Grammatica islandica
1653 Klein, Grammatica Lituanica
1659 Maunoir, Gramática del bretón
1676 L. Cendrós, Gramatica cathalana, breu y clara
1700 primer libro impreso en córnico
1707 primer libro impreso en manés
1726–39 Diccionario de la lengua castellana
1729 primer libro impreso en turco
1755 Johnson, A Dictionary of the English Language
1755 Lomonosov, gramática del ruso
1810 primer libro impreso en gallego

## Características lingüísticas
Desde hace siglos Europa es el continente menos diverso lingüísticamente del mundo. Eso no se debe solo a su menor tamaño, sino a que desde hace milenios la mayor parte del continente ha estado ocupado por una única familia lingüística, la familia indoeuropea (aunque dentro de Europa existen algunas zonas de gran diversidad como el Cáucaso donde hay un elevado número de lenguas pertenecientes a familias no emparentadas, al menos, no estrechamente emparentadas).
El estudio de las lenguas vernáculas europeas era incipiente en el siglo XIV, cuando Dante Alighieri introdujo reflexiones importantes en De Vulgari Eloquentia. Antes de la Edad Moderna prácticamente todo el estudio gramatical se había centrado en el latín y el griego clásico. A partir del siglo XVI se produce una explosión de gramáticas sobre las lenguas europeas modernas y empiezan a ser usadas en la escritura en todos los ámbitos, aunque en el ámbito científico el latín fue predominante hasta el siglo XVIII.

### Fonología
En cuanto al inventario fonético, los idiomas de Europa parecen regirse por las mismas restricciones de economía y marcaje que el resto de idiomas del mundo, aunque ciertos fonemas aparecen con más frecuencia en Europa que en otros lugares. Un inventario prototípico de las lenguas europeas (tomando como referencia los fonemas que aparecen en lenguas germánicas modernas, lenguas eslavas, lenguas romances y lenguas baltofínicas) sería similar al siguiente:
|                         |           | Labial | Coronal | Palatal | Gutural |
| ----------------------- | --------- | ------ | ------- | ------- | ------- |
| obstruyente no-continua | sorda     | p      | t       | ʧ       | k       |
| obstruyente no-continua | sonora    | b      | d       |         | g       |
| fricativa               | sorda     | f      | s       | ʃ       | x, h    |
| fricativa               | sonora    | v      | z       | ʒ       |         |
| nasal                   | nasal     | m      | n       |         |         |
| Sonorante               | Sonorante | w      | r, l    | j       |         |

|              | anterior | central | posterior |
| ------------ | -------- | ------- | --------- |
| cerradas     | i, (y)   |         | u         |
| semicerradas | e, (ø)   |         | o         |
| semiabiertas | ɛ, (œ)   |         | ɔ         |
| abiertas     |          | a       |           |

Aunque no muchas lenguas tienen exactamente ese sistema, además los símbolos anteriores más que alófonos representan clases de sonidos así por ejemplo /ʃ/ en la tabla anterior se refiere a los sonidos [ʃ, sʲ] o /r/ se refiere no necesariamente a la vibrante múltiple sino a algún tipo de sonido rótico ɾ, r, ʀ]. Ninguno de los fonemas de la tabla anterior es «exótico» en el sentido de que no aparezca ampliamente testimoniados en el resto de las lenguas del mundo.
Al igual que en el resto de las lenguas del mundo, las aproximantes por defecto suelen ser sonoras. Una característica europea es que, además de las fricativas sonoras, las fricativas sordas son también muy frecuentes. Algunos fonemas de la tabla son algo más frecuentes en Europa que en otras regiones, por ejemplo, las vocales anteriores redondeadas /y, ø, œ/; estos sonidos se dan en lenguas germánicas, lenguas romances (galorromance, galoitálico, occitano), lenguas urálicas y lenguas túrquicas. Recíprocamente, /ʔ/ es más frecuente en otras regiones del mundo que en Europa. Las retroflejas se reducen exclusivamente a sibilantes como /ʂ, ʐ, ɕ, ʑ/ y sus correspondientes africadas, que se encuentran en algunas lenguas eslavas (ruso, polaco). En lenguas eslavas, baltofínico y gaélico aparecen sonidos palatalizados en oposición fonológica con sus versiones no palatalizadas. Comparando la frecuencia relativa de algunos fonemas fuera y dentro de Europa se puede construir la siguiente tabla:
| Fonemas más comunes en Europa que otros lugares                                      | Fonemas menos comunes en Europa que otros lugares                                                                                    |
| ------------------------------------------------------------------------------------ | --- |
| - Vocales redondeadas anteriores - Fricativas sonoras /v, ʒ/ - Diptongos - R gutural | - Consonantes retroflejas - Vocal cerrada central /ɨ/ - Tonemas (tonos). - Aproximante labiovelar sonora /w/ - Consonantes aspiradas |
En Europa apenas existen lenguas tonales, a diferencia de lo que sucede en África, Asia, América y Oceanía. El sueco es una idioma tonal, pero el número de pares mínimos es reducido. 

### Gramática
Los contactos lingüísticos entre las lenguas europeas han sido importantes, y varias de las subfamilias han evolucionado de manera convergente (por ejemplo, muchos de los rasgos de las lenguas románicas actuales y de las lenguas germánicas actuales no estaban presentes ni en latín ni en protogermánico, por lo que, en ciertos aspectos, estas lenguas se han aproximado debido a fenómenos de contacto lingüístico y préstamo lingüístico). Esto ha llevado a algunos tipólogos a hablar del "estándar europeo promedio" (EEP) o del "área lingüística lingüística europea". Las lenguas más cercanas a este "estándar europeo" son naturalmente las lenguas románicas y las lenguas germánicas occidentales.
De acuerdo con M. Haspelmath (2001), el EEP incluye una serie de características que forman un Sprachbund caracterizado por los siguientes rasgos, a veces llamados «euroversales» en analogía con los universales lingüísticos:
1. Existencia de artículos definidos frente a un artículo indefinido (por ejemplo, español el, la, ... frente a un, una, ...)
2. Uso de oraciones de relativo introducidas mediante pronombre relativo que frecuentemente puede llevar inflexión de algún tipo (género, número, caso, etc. como en español que, el que, la que, cuyo, ...).
3. Existencia de un pretérito perfecto perifrástico mediante el verbo 'haber' más un participio de pasiva (español: lo he dicho, francés: je l'ai dit, inglés: I have said ..., alemán: Ich habe gesagt ...).
4. Predominio del uso de predicados para codificar el papel de experimentador, es decir, muchas veces los experimentadores aparecen como sujetos marcados en «nominativo» (por ejemplo en inglés es más común decir I like music 'me gusta la música' que Music pleases me 'la música me place, aunque en este caso el español usa un pronombre objeto me más que una forma sujeto de la primera persona).
5. Construcción de la voz pasiva mediante un participio más un auxiliar (español: soy conocido, inglés: I am known).
6. Abundancia de verbos anticausativos en pares de verbo incoativo-verbo causativo (por ejemplo en inglés, The snow melts 'la nieve se derrite' frente a The sun melts the ice 'el sol derrite el hielo', aquí la forma intransitiva se deriva de la transitiva).
7. Uso de poseedores externos en dativo (alemán: Die Mutter wusch dem Kind die Haare, español: La madre le lavó el cabello al niño, en lugar de una construcción del tipo 'La madre lavó el cabello del niño' (inglés: She washed his hair '(Ella) lavó su cabello').
8. Uso de la negación verbal mediante un indefinido (español: nadie lo oyó, inglés: nobody listened)
9. Las comparaciones de no igualdad usan partículas gramaticales como enlace (español: más grande que un elefante, inglés: bigger than an elephant, latín: maior Ø elephante / maior quam elephante).
10. Las comparaciones de igualdad se basan frecuentemente en oraciones de relativo adverbiales (francés: grand comme un élephant, español: tan grande como un elefante).
11. Las marcas verbales de persona son marcadores estrictos de concordancia, es decir, el verbo se flexiona según la persona y el número del sujeto. En muchas lenguas además los pronombres sujeto no pueden ser obviados, como sucede en inglés, alemán, sueco, francés o finés, aunque las marcas de persona verbal no sean ambiguas en cuanto a persona).[16][17]
12. Diferenciación entre intensificadores y anáforas reflexivos (alemán: intensificador selbst / reflexivo sich).

### Sintaxis
El orden básico del sujeto, el objeto y el verbo predominante en las lenguas indoeuropeas de Europa es SVO (aunque también se testimonia el orden VSO en celta, y el SOV en germánico y eslavo, pero incluso en esas lenguas es el orden más frecuente). Es interesante notar que el latín, el protogermánico y el protoeslavo parecen haber sido lenguas SOV. En las lenguas baltofínicas (urálico) el orden tienden SOV igual que las lenguas altaicas. El húngaro originalmente SOV ha evolucionado a un orden SVO o más exactamente un orden basado en requerimientos pragmáticos.
En cuanto a la tipología morfológica, las lenguas europeas tienden a ser flexivas (aunque en algunos casos como el inglés la flexión es muy reducida y presenta ya muchas construcciones analíticas, análogas a las de las lenguas aislantes). Las lenguas indoeuropeas, tanto de Europa como de Asia, son lenguas fusionantes y preposicionales, mientras que las lenguas urálicas y altaicas son de tipo más bien aglutinante y postposicionales. También el vasco o euskera es aglutinante y postposicional.

## Clasificación por familias lingüísticas
Las lenguas europeas autóctonas todavía habladas en la actualidad pertenecen a ocho familias lingüísticas diferentes (una de ellas, el euskera, es una lengua aislada). Las dos principales familias son las lenguas indoeuropeas y las lenguas urálicas, seguidas de las tres familias de lenguas caucásicas y a mucha más distancia el resto.
Conviene señalar que en la Europa prerromana se conjetura que había otras lenguas no indoeuropeas, poco documentadas y cuya clasificación es dudosa o difícil debido a la escasez de datos. La siguiente tabla muestra las principales familias de lenguas.
| La gran mayoría de las lenguas habladas en Europa forman parte de la familia de lenguas indoeuropeas, que es a su vez la familia lingüística más hablada del mundo. Las nueve ramas vivas del indoeuropeo cuentan todas con hablantes autóctonos en el continente: - Lenguas daco-ilirias: albanés - Armenio - Lenguas bálticas: letón, lituano, latgalio - Lenguas celtas: bretón, gaélico escocés, gaélico irlandés, galés, manés, córnico - Lenguas eslavas: bielorruso, búlgaro, casubio, checo, eslovaco, esloveno, macedonio, polaco, ruso, ruteno, serbocroata (bosnio, croata y serbio), sorabo o sorbio o lusaciano, ucraniano - Lenguas germánicas: alto alemán o alemán, bajo alemán, danés, lallans, feroés, frisón, inglés, islandés, luxemburgués, neerlandés, noruego, sueco - yidis o yiddish - Lenguas iranias: kurdo, osetio, romaní, zazaki - Lenguas itálicas (románicas): aragonés, asturleonés, catalán, corso, español o castellano, francés, francoprovenzal, friulano, galoitálico, galaicoportugués (gallego y portugués), italiano, occitano, romanche, rumano, sardo, véneto - judeoespañol o ladino - Lenguas griegas: griego, tsakonio, grico (grecocalabrés), griego póntico, griego antiguo. Esta familia (principalmente húngaro, finés y estonio) cuenta con aproximadamente 19 millones de hablantes, la gran mayoría de los cuales se encuentran en el continente europeo. - Fino-báltico: finés o suomi, estonio, carelio, livonio, vepsio. - lenguas pérmicas: komi, udmurto - mari o cheremís - lenguas úgricas: húngaro o magiar - lenguas samoyedas: nenezo o yurak - lenguas saami: sami meridional, sami de Ume, sami de Pite, sami de Lule, sami septentrional, sami de Inari, sami de Skolt, sami de Kildin, sami de Ter - lenguas mordvínicas: erzya, moksha. | - Lenguas mongólicas: calmuco - Lenguas túrquicas: azerí o azerbaiyano, baskir, chuvasio, gagauzo, karacho-bálkaro, kazajo, tártaro, turco. - Lenguas caucásicas noroccidentales: abjaso, cherkeso o circasiano, cabardino, adigués. - Lenguas caucásicas nororientales: - batsi - checheno - lenguas daghestaníes: agul, ajvajo, andi, archi, avar, bagvalal, bezthi o kapucha, botlij, buduj, chamalal, darguin o dargva, godoberi, ginub, gunzib o hunzib, jinalugh o khinalugh, jvarsa, krytsi, lak, lezgi, rutul, tabasaro, tindi, tsajur, tsez o dido, udi - ingusetio - Lenguas caucásicas meridionales: georgiano, zan. - Lenguas semíticas: - arameo - maltés Lo que significa que no se ha encontrado parentesco con ninguna familia lingüística: - Euskera, vasco o vascuence. |

## Distribución

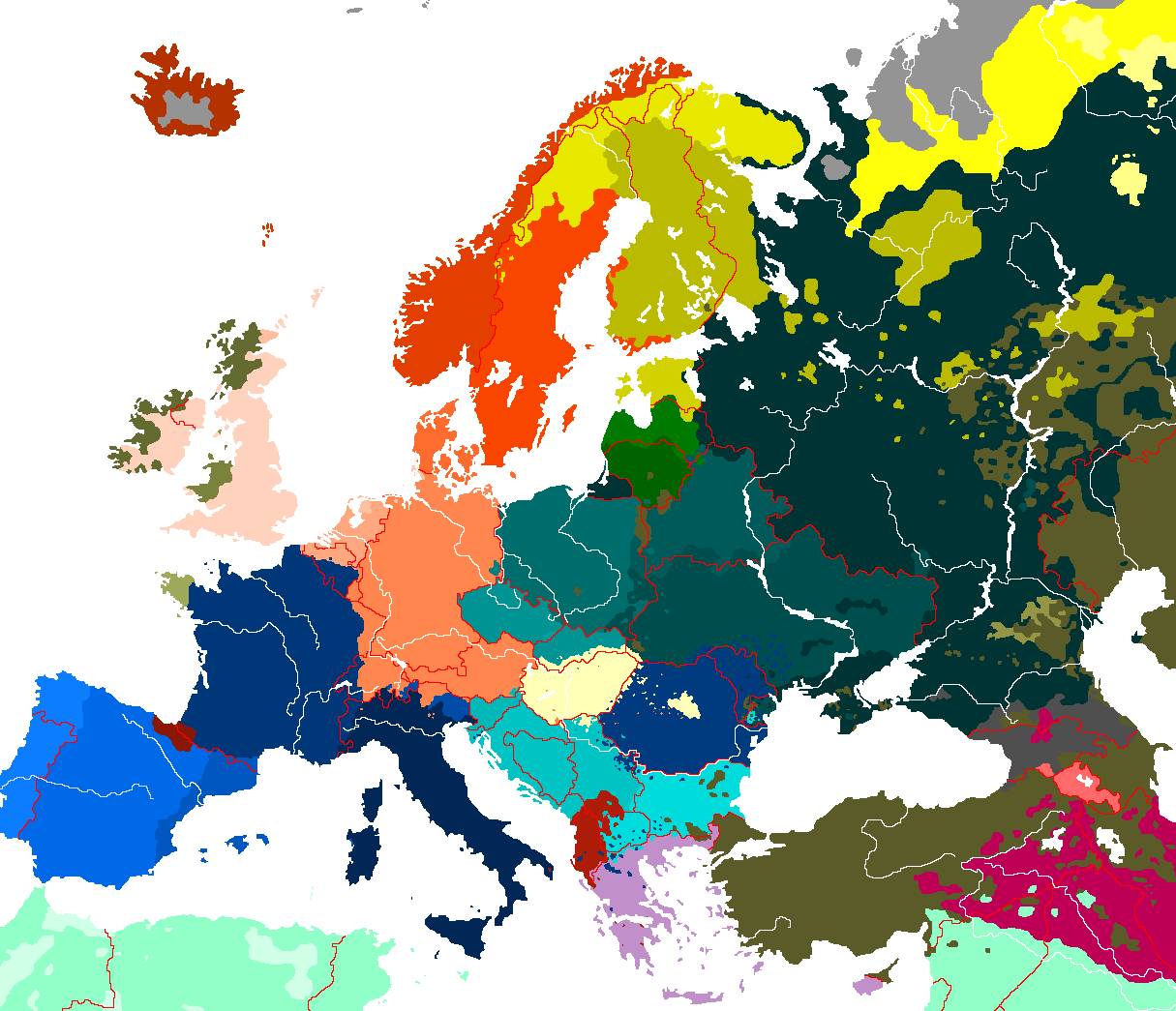
Distribución de lenguas en Europa (incluyendo lenguas regionales).

En la siguiente tabla se detallan las lenguas y los lugares en los que se hablan. Con el teclado del encabezamiento se puede modificar el orden, organizándolas por familias o por número de hablantes nativos. Se detallan los estados europeos, aunque no en todos los casos se logra determinar el número de hablantes en Europa. Cuando la referencia indicaba un abanico amplio de hablantes se ha tomado una cifra intermedia para poder establecer las comparaciones pertinentes. Se consideran los idiomas diferentes (con excepción del serbocroata, en el que se diferencian los glotónimos jurídicos), no los dialectos, aunque en algunos casos tengan una raíz común y por tanto mantengan el nombre común (como por ejemplo el sórabo y el alemán, que se diferencian en altos y bajos).
No se consideran los idiomas de territorios que están fuera del continente europeo que tienen administración de los distintos estados europeos. Entre estos se encuentra el groenlandés (de la familia de las Lenguas esquimo-aleutianas), hablado en Groenlandia y que pertenece al Reino de Dinamarca, ya que geográficamente es del continente americano.
La lengua materna puede referirse a varias situaciones y por tanto cada individuo puede tener varias, como ocurre fundamentalmente con las lenguas minorizadas (hoy minoritarias o no, pero cuya transmisión ha sido dificultada por la cultura dominante y los poderes de los estados). Por tanto, el concepto de lengua materna, tal como lo describe Louise Dabène, profesora de la Universidad Stendhal de Grenoble, hace referencia a:
- La lengua de la madre.
- La primera adquirida.
- La lengua que se conoce mejor. Esta está asociada a la valoración subjetiva del individuo con respecto a las lenguas que conoce.
- La lengua adquirida de forma natural, es decir, mediante la interacción con el entorno inmediato, sin intervención pedagógica y con una actividad mínima, o sin ella, de reflexión lingüística consciente.

| F-L  | Idioma                                  | Estimación de lengua materna en Europa | Territorios donde se habla; si es oficial o equivalente, en cursiva. |
| ---- | --------------------------------------- | -------------------------------------- | --- |
| C-NO | Abjaso                                  | 80 000                                 | Georgia (Abjasia) y Turquía |
| I-Il | Albanés                                 | 4 300 000                              | Albania, Kosovo, Macedonia del Norte, Serbia, Italia (sur y Sicilia), Montenegro y Grecia (Epiro) |
| I-G  | Alemán Alto Alemán                      | 100 000 000                            | Alemania, Austria, Suiza (Appenzell Rodas Ext., Appenzell Rodas Int., Argovia, Basilea-Ciudad, Basilea-Campiña, Berna, Friburgo, Glaris, Grisones, Lucerna, Schaffhausen, Nidwalden, Obwalden, Schwyz, Soleura, Sankt Gallen, Turgovia, Uri, Valais, Zug y Zurich), Luxemburgo, Liechtenstein, Italia (Bolzano), Dinamarca (Jutlandia), Francia (Alsacia y Lorena), Bélgica (Lieja), Eslovaquia, Hungría, Rumanía y Ucrania |
| I-G  | Alemán Bajo alemán                      | 7 000 000                              | Alemania (Bremen, Hamburgo, Mecklemburgo-Pomerania Occidental, Baja Sajonia, Schleswig-Holstein Sajonia-Anhalt, Brandeburgo y Renania), Países Bajos (Frisia), Polonia, Eslovaquia, Dinamarca |
| I-R  | Aragonés                                | 10 000                                 | España (norte de Aragón) |
| Af-S | Arameo                                  | 1 000 000                              | Armenia, Georgia, Rusia y Turquía |
| I-A  | Armenio                                 | 5 000 000                              | Armenia, Rusia, Francia, Georgia, Grecia, Polonia, Turquía y Ucrania |
| I-R  | Asturleonés                             | 165 000                                | España (Asturias, León, Zamora, Salamanca, Cáceres y Cantabria), Portugal (Miranda do Douro) |
| Al-T | Azerí                                   | 5 500 000                              | Azerbaiyán, Georgia, Rusia, Turquía y Ucrania |
| Al-T | Baskir                                  | 1 000 000                              | Federación Rusa (Bashkortostán) |
| C-NE | Batsi                                   | 3400                                   | Georgia |
| I-E  | Bielorruso                              | 9 000 000                              | Bielorrusia |
| I-C  | Bretón                                  | 300 000                                | Francia (Bretaña) |
| I-E  | Búlgaro                                 | 10 000 000                             | Bulgaria, Eslovaquia, Rumanía, Serbia |
| I-E  | Casubio                                 | 3000                                   | Polonia (Vístula, Gdansk y Gdynia) |
| Al-M | Calmuco                                 | 160 000                                | Federación Rusa (Kalmukia) |
| U-U  | Carelio                                 | 140 000                                | Finlandia (Carelia), Federación Rusa (República de Carelia y Óblast de Leningrado) |
| I-R  | Catalán                                 | 4353 000                               | España (Cataluña, C Valenciana, Islas Baleares, Aragón y Murcia), Andorra, Francia (Pirineos Orientales) e Italia (Alguer) |
| C-NE | Checheno                                | 1 330 000                              | Federación Rusa (Chechenia, Dagestán) |
| I-E  | Checo                                   | 10 000 000                             | República Checa, Eslovaquia, Rumanía, Austria (Viena) |
| C-NO | Cherkesio Cabardino                     | 900 000                                | Federación Rusa (Kabardino-Balkaria), Georgia y Turquía |
| C-NO | Cherkesio Adigués                       | 450 000                                | Federación Rusa (Adiguesia) |
| Al-T | Chuvasio                                | 1 330 000                              | Federación Rusa (Chuvasia) |
| I-C  | Córnico                                 | 3500                                   | Reino Unido (Cornualles) |
| I-R  | Corso                                   | 100 000                                | Francia (Córcega) e Italia (Cerdeña) |
| C-NE | Daguestaníes                            | 1 400 000                              | Federación Rusa (Daguestán), Azerbaiyán y Georgia |
| C-NE | Daguestaní Agul                         | 12 000                                 | Federación Rusa (Daguestán) |
| C-NE | Daguestaní Ajvajo                       | 5000                                   | Federación Rusa (Daguestán) |
| C-NE | Daguestaní Andi                         | 5800                                   | Federación Rusa (Daguestán) |
| C-NE | Daguestaní Archi                        | 1000                                   | Federación Rusa (Daguestán) |
| C-NE | Daguestaní Avar                         | 483 000                                | Federación Rusa (Daguestán) |
| C-NE | Daguestaní Bagvalal                     | 4000                                   | Federación Rusa (Daguestán) |
| C-NE | Daguestaní Beztha                       | 2500                                   | Federación Rusa (Daguestán) |
| C-NE | Daguestaní Botlij                       | 3000                                   | Federación Rusa (Daguestán) |
| C-NE | Daguestaní Buduj                        | 1000                                   | Azerbaiyán |
| C-NE | Daguestaní Chamalal                     | 4000                                   | Federación Rusa (Daguestán) |
| C-NE | Daguestaní Darguin                      | 280 000                                | Federación Rusa (Daguestán) |
| C-NE | Daguestaní Ginuj                        | 350                                    | Federación Rusa (Daguestán) |
| C-NE | Daguestaní Godoberi                     | 2500                                   | Federación Rusa (Daguestán) |
| C-NE | Daguestaní Gunzib                       | 600                                    | Federación Rusa (Daguestán) |
| C-NE | Daguestaní Jinalugh                     | 1500                                   | Azerbaiyán |
| C-NE | Daguestaní Jvarsa                       | 2000                                   | Federación Rusa (Daguestán) |
| C-NE | Daguestaní Karata                       | 6000                                   | Federación Rusa (Daguestán) |
| C-NE | Daguestaní Krytsi                       | 6000                                   | Azerbaiyán y Federación Rusa (Daguestán) |
| C-NE | Daguestaní Lak                          | 100 000                                | Federación Rusa (Daguestán) |
| C-NE | Daguestaní Lezgi                        | 383 000                                | Federación Rusa (Daguestán) |
| C-NE | Daguestaní Rutul                        | 15 000                                 | Federación Rusa (Daguestán) |
| C-NE | Daguestaní Tabasaro                     | 75 000                                 | Federación Rusa (Daguestán) |
| C-NE | Daguestaní Tindi                        | 5000                                   | Federación Rusa (Daguestán) |
| C-NE | Daguestaní Tsajur                       | 11 000                                 | Federación Rusa (Daguestán) |
| C-NE | Daguestaní Tsez                         | 7000                                   | Federación Rusa (Daguestán) |
| C-NE | Daguestaní Udi                          | 3500                                   | Azerbaiyán y Georgia |
| I-G  | Danés                                   | 5 500 000                              | Dinamarca, Alemania (Schleswig-Holstein) |
| I-G  | Escocés                                 | 1 500 000                              | Reino Unido (Escocia e Irlanda del Norte) |
| I-E  | Eslovaco                                | 5 000 000                              | Eslovaquia, Chequia, Hungría, Serbia (Voivodina) y Ucrania |
| I-E  | Esloveno                                | 2 200 000                              | Eslovenia, Austria (Carintia, Estiria), Italia (Gorizia y Trieste) y Hungría |
| I-R  | Español                                 | 48 000 000                             | España, Andorra y Reino Unido (Gibraltar) |
| U-U  | Estonio                                 | 1 100 000                              | Estonia |
| A    | Euskera                                 | 500 000                                | España (CA País Vasco y CF Navarra) y Francia (País Vasco-francés) |
| I-G  | Feroés                                  | 46 000                                 | Dinamarca (Islas Feroe) |
| U-U  | Finés                                   | 5 500 000                              | Finlandia, Suecia y Noruega |
| U-U  | Finés meänkieli                         | 150 000                                | Suecia |
| I-R  | Francés                                 | 71 000 000                             | Francia, Bélgica (Valonia y Bruselas), Suiza (Friburgo, Ginebra, Jura, Neuchâtel, Valais, Vaud), Luxemburgo, Andorra, Mónaco, Italia (valle de Aosta) |
| I-R  | Francoprovenzal                         | 77 000                                 | Italia (Valle de Aosta) y Francia (Alta Saboya, Baja Saboya, Franco Condado, Charolais, Beaujolois, Bugey, Delfinado, Forez, Mâconnais, Bresse, Lyonnais, Dombes y Borgoña), Suiza (Ginebra, Vaud, Neuchâtel y Jura) |
| I-G  | frisón                                  | 500 000                                | Alemania (Schleswig-Holstein y Baja Sajonia) Países Bajos (Frisia) |
| I-R  | Friulano                                | 600 000                                | Italia (Friul-Venecia Julia) |
| I-C  | Gaélico                                 | 322 00                                 | |
| I-C  | Gaélico Escocés                         | 60 000                                 | Reino Unido (Escocia) |
| I-C  | Gaélico Irlandés                        | 355 000                                | Irlanda, Reino Unido (Irlanda del Norte) |
| I-C  | Gaélico Manés                           | 2000                                   | Isla de Man (Dependencia de la Corona británica) |
| Al-T | Gagauzo                                 | 150 000                                | Moldavia (Gagaucia), Ucrania, Rumanía, Bulgaria, Grecia y Kazajistán |
| I-R  | Galaicoportugués Portugués              | 12 000 000                             | Portugal |
| I-R  | Galaicoportugués Gallego                | 4 000 000                              | España (Galicia, Oeste de Asturias, oeste de la Comarca de El Bierzo, Norte de Extremadura y Norte de Portugal) |
| I-C  | Galés                                   | 600 000                                | Reino Unido (Gales e Inglaterra) |
| C-S  | Georgiano                               | 4 100 000                              | Georgia, Turquía, Rusia |
| I-H  | Griego                                  | 12 000 000                             | Grecia, Rep Chipre, Italia (Grecia Salentina), Albania (Gjirokastër, Vlorë, Përmet, Kolonjë y Korçë), Rumanía y Ucrania (Crimea) |
| U-U  | Húngaro                                 | 13 000 000                             | Hungría, Serbia (Vojvodina), Eslovaquia, Austria (Burgenland y Viena), Eslovenia (Prekmurje), Rumanía (Transilvania) y Ucrania |
| I-G  | Inglés                                  | 61 000 000                             | Reino Unido, Irlanda y Malta |
| C-NE | Ingusetio                               | 230 000                                | Federación Rusa (Ingusetia y Chechenia) |
| I-G  | Islandés                                | 300 000                                | Islandia |
| I-R  | Italiano                                | 65 000 000                             | Italia, Suiza (Tesino y Grisones), San Marino, Ciudad del Vaticano, Malta, Eslovenia (Capodistria-Koper, Isola d'Istria-Izola y Pirano-Piran), Croacia (Istria) y Rumanía |
| Al-T | Karacho-bálkaro                         | 300 000                                | Federación Rusa (Kabardino-Balkaria y Karacháevo-Cherkesia) |
| Al-T | Kazajo                                  | 8 000 000                              | Kazajistán, Turquía, Ucrania, Rusia |
| U-U  | Komi                                    | 350 000                                | Federación Rusa (Komi) |
| I-Ir | Kurdo                                   | 16 000 000                             | Turquía y Armenia |
| I-R  | Ladino                                  | 38 000                                 | Italia (Bolzano) |
| I-B  | Latgalio                                | 164 000                                | Letonia |
| I-B  | Letón                                   | 2 500 000                              | Letonia |
| I-B  | Lituano                                 | 4 000 000                              | Lituania |
| U-U  | Livonio                                 | 0                                      | en extinción en Letonia y Estonia |
| I-G  | Luxemburgués                            | 300 000                                | Luxemburgo, Bélgica, Francia y Alemania |
| I-E  | Macedonio                               | 2 000 000                              | Macedonia del Norte, Albania, Bulgaria, Serbia y Rumania |
| Af-S | Maltés                                  | 330 000                                | Malta |
| U-U  | Mari                                    | 600 000                                | Federación Rusa (Mari-El) |
| U-U  | Mordovo (moksha)                        | 850 000                                | Federación Rusa (Mordovia) |
| U-U  | Nenezo                                  | 330 000                                | Federación Rusa (Nenetsia, Komi) |
| I-G  | Neerlandés                              | 22 000 000                             | Países Bajos y Bélgica (Flandes y Bruselas) |
| I-G  | Noruego                                 | 5 000 000                              | Noruega |
| I-R  | Occitano                                | 1 900 000                              | Francia (Gascuña, Guyena, Lemosín, Auvernia, Delfinado, Provenza y Languedoc), España (Valle de Arán), Italia (Valles Occitanos) y Mónaco |
| I-Ir | Osetio                                  | 500 000                                | Federación Rusa (Osetia del Norte - Alania), Georgia (Osetia del Sur) |
| I-E  | Polaco                                  | 44 000 000                             | Polonia, Ucrania, Chequia (Moravia-Silesia), Eslovaquia y Rumanía |
| I-R  | Romanche                                | 35 000                                 | Suiza (Grisones) |
| I-Ir | Romaní                                  | 4 300 000                              | "sin territorio" lengua del pueblo gitano muy distribuido por toda Europa |
| I-Ir | Romaní válaco                           | 1 500 000                              | "sin territorio" en Albania, Bosnia y Herzegovina, Bulgaria, Francia, Alemania, Grecia, Hungría, Italia, Moldavia, Rusia, Rumanía, Eslovaquia, Suecia, Ucrania, Reino Unido, Países Bajos, Noruega, Polonia y Portugal. |
| I-Ir | Romaní balcánico                        | 1 000 000                              | "sin territorio" en Bosnia-Herzegovina, Croacia, Serbia, Macedonia del Norte, Kosovo, Bulgaria, Francia, Alemania, Grecia, Hungría, Italia, Moldavia, Rumanía, Turquía y Ucrania |
| I-Ir | Romaní central                          | ?                                      | "sin territorio" en Hungría, Polonia, Eslovaquia, Ucrania, Rumanía, Serbia, Moravia, República Checa y Austria |
| I-Ir | Romaní septentrional-báltico            | 850 000                                | "sin territorio" en Polonia, Bielorrusia, Estonia, Letonia, Lituania, Rusia y Ucrania |
| I-Ir | Romaní septentrional-cárpato            | 241 000                                | "sin territorio" en República checa, Eslovaquia, Moravia, Hungría, Polonia, Rumania, Ucrania |
| I-Ir | Romaní septentrional-kalo-finés         | 8000                                   | "sin territorio" en Finlandia y Suecia |
| I-Ir | Romaní septentrional-sinte              | 200 000                                | "sin territorio" en Kosovo, Serbia, Austria, Croacia, República Checa, Francia, Alemania, Hungría, Italia, Kazajistán, Países Bajos, Polonia, Eslovenia y Suiza. |
| I-Ir | Romaní septentrional-galés              | ?                                      | "sin territorio" en Reino Unido |
| I-Ir | Romaní septentrional-anglosajón         | 220 000                                | "sin territorio" en Reino Unido |
| I-Ir | Romaní septentrional-ibérico-occidental | 120 000                                | "sin territorio" en España, Francia y Portugal |
| I-R  | Rumano                                  | 24 000 000                             | Rumanía, Moldavia, Hungría, Serbia (Voivodina), Grecia, Macedonia del Norte, Albania y Ucrania |
| I-E  | Ruso                                    | 100 000 000                            | Federación Rusa, Ucrania, Bielorrusia, Moldavia (Gagaucia y Transnistria), Georgia, Rumanía, Kazajistán |
| I-E  | Ruteno                                  | 25 000                                 | Croacia, Eslovaquia, Rumanía, Serbia (Voivodina) |
| U-U  | Sami                                    | 30 000                                 | Finlandia (Enontekyö, Inari y otros), Noruega (Finnmark), Suecia (Kiruna, Gällivari y Lappland) y Rusia (Península de Kola) |
| I-R  | Sardo                                   | 1 600 000                              | Italia (Cerdeña) |
| I-E  | Serbocroata                             | 21 000 000                             | |
| I-E  | Serbio                                  | 8 000 000                              | Serbia, Montenegro, Bosnia-Herzegovina, Croacia, Hungría, Rumanía |
| I-E  | Croata                                  | 6 500 000                              | Croacia, Bosnia-Herzegovina, Austria (Burgenland) Alemania, Eslovaquia, Hungría, Rumanía y Serbia (Voivodina) |
| I-E  | Bosnio                                  | 2 500 000                              | Bosnia-Herzegovina, Serbia y Montenegro |
| I-E  | Sorabo                                  | 70 000                                 | Alemania (Brandeburgo y Sajonia) |
| I-E  | Sorabo Alto sorabo                      | 55 000                                 | Alemania (Sajonia) |
| I-E  | Sorabo Bajo sorabo                      | 15 000                                 | Alemania (Brandeburgo) |
| I-G  | Sueco                                   | 9 000 000                              | Suecia y Finlandia |
| Al-T | Tártaro                                 | 8 000 000                              | Federación Rusa (Tartaristán), Rumanía, Ucrania (Crimea) y Turquía |
| Al-T | Turco                                   | 80 000 000                             | Turquía, Rep Turca del Norte de Chipre, Rumanía, Azerbaiyán, Bulgaria, Macedonia del Norte, Kosovo, Grecia, |
| I-E  | Ucraniano                               | 34 000 000                             | Ucrania, Moldavia (Transnistria), Croacia, Eslovaquia, Rumanía, Serbia |
| U-U  | Udmurto                                 | 550 000                                | Federación Rusa (Udmurtia) |
| U-U  | Vepsio                                  | 5800                                   | Federación Rusa (República de Carelia, San Petersburgo y Óblast de Vologda) |
| I-G  | Yidis                                   | 3 000 000                              | "sin territorio" en Países Bajos, Rumanía, Suecia y Ucrania |
| C-S  | Zan                                     | 700 000                                | Georgia y Turquía |

## Categorización

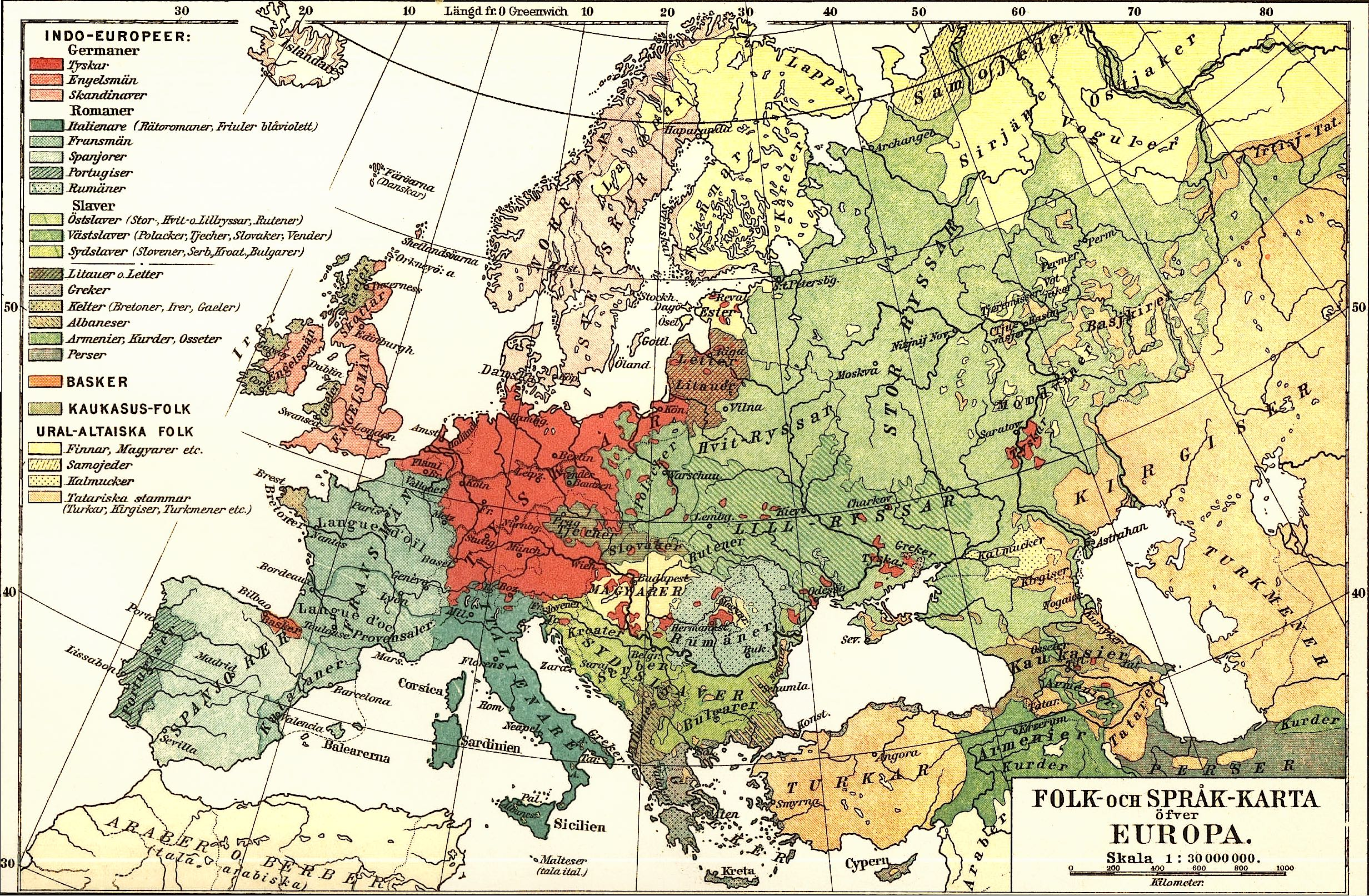
Mapa lingüístico europeo en 1907.

En 32 Estados europeos se realiza una declaración lingüística en su constitución. En ninguno de los casos se define qué significa oficial, estatal, nacional o de la república, que serían denominaciones equiparables:
- Lengua oficial: de esta forma está categorizado en veinticuatro estados: Albania (art. 14), Austria (art. 8), Andorra (art. 2), Bielorrusia (art. 17), Bulgaria (art. 3), Chipre (art. 3), Croacia (art. 12), Eslovenia (art. 11), Eslovaquia (art. 6), España (art. 3), Estonia (art. 6), Irlanda (art. 8), Letonia (art. 4), Liechtenstein (art. 6), Macedonia del Norte (art. 7), Malta (art. 5), Montenegro (art. 9),[66] Mónaco (art. 8), Portugal (art. 11), Polonia (art. 27), Rumania (art. 13), Suiza (art. 116), Serbia[67] y Turquía (art. 3).
- Lengua estatal o de Estado: descrita de esta forma en seis constituciones: Armenia (art. 12), Azerbaiyán (art. 21), Georgia (art. 8), Lituania (art. 14), Rusia (art. 68) y Ucrania (art. 10).
- Lengua nacional: Esta fórmula la emplean seis constituciones: Finlandia (art.17), Moldavia (art. 13), Irlanda (art. 8), Liechtenstein (art. 6), Malta (art. 5) y Suiza (art.4). Estos cuatro últimos países la utilizan en añadidura de la fórmula de lengua oficial. Esta denominación también la utiliza Luxemburgo en su Ley sobre Lenguas de 1984. Igualmente, aparece en el artículo 138 de la constitución de Ucrania al referirse a las competencias de la república autónoma de Crimea.
- Lengua de la república: Es la fórmula empleada por Francia (art. 2).
- Lengua principal: En las leyes que regulan las autonomías de las islas Feroe y Groenlandia pertenecientes a Dinamarca, con respecto a sus lenguas.
- Lengua propia: es utilizado en algunas de las comunidades autónomas de España en su ámbito, como en el País Vasco, Navarra, Cataluña, Galicia, Comunidad Valenciana, Islas Baleares y Aragón.
- Lengua equiparada: aquí se incluyen distintas formulaciones para dar el mismo reconocimiento a otra lengua, con lo que, indirectamente, se reconoce como oficial:
  - Bielorrusia: (art. 17.2) de su constitución, que equipara el régimen jurídico del ruso al del idioma oficial.
  - País de Gales: en su Ley de 1998 (art. 47), que equipara el estatuto jurídico del galés con el de la lengua inglesa.
  - Trentino-Alto Adige: en esta región de Italia, en su Estatuto especial (art. 99), que establece que el alemán será "parificada" al italiano en la provincia de Bolzano.
  - Valle de Aosta, en su Estatuto de Autonomía (art 38.1), que da paridad a la lengua francesa y la lengua italiana.
- Lengua de relación interétnica: esta denominación recibe la lengua rusa en la constitución de la república autónoma de Crimea. Fue utilizada hasta 1996 en la anterior constitución de Bielorrusia, también respecto al ruso. Se trata de una fórmula muy utilizada en la antigua Unión Soviética, que privilegiaba la lengua rusa. Hoy es un concepto prácticamente desterrado.
- Lengua de la población autóctona: es utilizado en Letonia en la Ley de Lenguas, con respecto al casi extinguido idioma livonio. La escasa existencia de pueblos indígenas en Europa hace que no se empleen términos similares. La Constitución de Finlandia, que reconoce al pueblo indígena lapón (art. 17.3), no lo utiliza.
- Otras declaraciones expresas indirectas: en Bélgica, la Constitución reconoce la existencia de tres regiones lingüísticas en su artículo 4, dando de forma indirecta una oficialidad al francés, neerlandés y alemán en cada zona.[68]

Considerando que, de forma indirecta, la Constitución belga las establece, hay 16 Estados europeos en que en sus constituciones no hacen referencia a su lengua; estos son Alemania, Bosnia-Herzegovina, Dinamarca, Grecia, Hungría, Italia, Luxemburgo, Islandia, Noruega, Ciudad del Vaticano, San Marino, República checa, Países Bajos y Reino Unido. Aunque en alguno de ellos sí se incluyen disposiciones de relevancia respecto de las lenguas y, en la mayoría, de facto, resulta oficial en todo el territorio de varios de ellos: Alemania (alemán), Dinamarca (danés), Grecia (griego), Hungría (húngaro), Italia (italiano), Islandia (islandés), Ciudad del Vaticano (italiano), San Marino (italiano), República checa (checo), Países Bajos (neerlandés), Reino Unido, (inglés) y Suecia (sueco).

## Idiomas desaparecidos
Además de las lenguas modernas de Europa, existe documentación abundante y noticias sobre otras lenguas extintas tanto durante la Antigüedad como durante la Edad Media y la Edad Moderna, que desaparecieron y pasaron a ser lenguas muertas.

### En la Antigüedad
Una lista de lenguas conocidas que desaparecieron durante la antigüedad. Un buen número de estas lenguas son lenguas habladas en el Imperio Romano. Además existen algunas lenguas preindoeuropeas en el Mediterráneo oriental que no llegaron a ser usadas en los territorios del imperio Romano. Un cierto número de estas lenguas son lenguas no clasificadas, que debido a lo escaso de los testimonios sobre ellas no pueden ser adscritas con confianza ninguna de las familias de lenguas conocidas.

### En la Edad Media
Las lenguas documentadas en Europa durante la Edad Media, pertenecen a los mismos grupos lingüísticos que las lenguas modernas, por lo que usaremos esa clasificación:
| F-L  | Idioma                                  | Desaparición | Territorios donde se habló.                                                |
| ---- | --------------------------------------- | ------------ | -------------------------------------------------------------------------- |
| I-G  | Alto alemán antiguo                     | siglo XI     | Alemania, Francia, Suiza, Austria, Italia                                  |
| I-G  | Fráncico antiguo                        | siglo IX     | Francia, Bélgica, Países Bajos, Alemania                                   |
| I-G  | Gótico                                  | siglo X      | España, Francia, Italia                                                    |
| I-G  | Germánico oriental (Vándalo, Burgundio) | siglo VII    |                                                                            |
| I-G  | Lombardo                                | siglo XI     | Italia, Croacia, Serbia, Eslovenia, Austria                                |
| I-R  | Romance austríaco                       | siglo X      | Austria                                                                    |
| I-R  | Romance británico                       | siglo VIII   | Gran Bretaña                                                               |
| I-R  | Romance moselés                         | siglo XIII   | Cuenca del río Mosela                                                      |
| I-R  | Romance panónico                        | siglo X      | Panonia (Hungría)                                                          |
| I-R  | Mozárabe                                | siglo XIII   | España´, Portugal                                                          |
| I-E  | Antiguo eslavo occidental               | siglo XII    | Bulgaria, Macedonia del Norte, Moldavia, Serbia, Rumania, Ucrania, Hungría |
| I-E  | Antiguo eslavo oriental                 | siglo XIV    | Bielorrusia, Rusia, Ucrania y Polonia                                      |
| I-E  | Pomeranio                               | siglo XII    | Alemania, Polonia                                                          |
| I-B  | Curonio                                 | siglo XIII   | Estonia, Lituania                                                          |
| I-C  | Cúmbrico                                | siglo XII    | Gran Bretaña                                                               |
| Al-T | Bulgárico                               | siglo XI     | Bulgaria, Rumanía, Moldavia, Rusia y Ucrania                               |
| U-U  | Meria                                   | siglo XI     | Rusia                                                                      |
| U-U  | Muromiano                               | siglo XI     | Rusia                                                                      |
| Af-S | Árabe siciliano                         | siglo XI     | Italia                                                                     |

### En las Edades Moderna y Contemporánea
| F-L    | Idioma                | Desaparición | Territorios donde se habló.                       |
| ------ | --------------------- | ------------ | ------------------------------------------------- |
| I-G    | Frisón antiguo        | siglo XVI    | Países Bajos, Alemania y Dinamarca.               |
| I-G    | Gótico de Crimea      | siglo XVIII  | Crimea                                            |
| I-G    | Norn                  | siglo XIX    | Escocia                                           |
| I-G    | Nórdico antiguo       | siglo XIV    | Islandia, Reino Unido, Noruega, Dinamarca, Suecia |
| I-G    | Yola                  | siglo XIX    | Irlanda                                           |
| I-R    | Dálmata               | siglo XIX    | Croacia, Montenegro                               |
| I-E    | Eslovincio            | siglo XX     | Alemania, Polonia                                 |
| I-E    | Polabo                | siglo XVIII  | Alemania                                          |
| I-B    | Prusiano antiguo      | siglo XVIII  | Rusia, Polonia                                    |
| I-B    | Sudovio               | siglo XVIII  | Lituania, Polonia                                 |
| I-B    | Selonio               | siglo XVI    | Lituania, Letonia                                 |
| I-C    | Córnico               | siglo XIX    | Gran Bretaña                                      |
| I-C    | Manés                 | siglo XX     | Gran Bretaña                                      |
| Al-T   | Cumano                | siglo XVIII  | Bulgaria, Rumanía, Moldavia, Rusia y Ucrania      |
| U-U    | Livonio               | siglo XXI    | Letonia                                           |
| Af-S   | Árabe andalusí        | siglo XVII   | España                                            |
| Pidgin | Pidgin vasco-islandés | siglo XVII   | Islandia                                          |
| Pidgin | Sabir                 | siglo XIX    | mar Mediterráneo                                  |